# Raffaele de Gregorio
Pour les articles homonymes, voir Gregorio.
Raffaele de Gregorio est un footballeur néo-zélandais, le 20 mai 1977, à Wellington.

## Biographie
En tant que milieu de terrain, il est international néo-zélandais depuis 2000 à 23 reprises. Son premier match fut joué en 2000, contre la Chine.
Il fut finaliste de la Coupe d'Océanie de football 2000, battu en finale par l'Australie (0-2). Il fut remplaçant dans ce match. 
Il remporta la Coupe d'Océanie de football 2002, contre l’Australie en finale (1-0). Durant ce tournoi, il inscrit un but contre la Papouasie-Nouvelle-Guinée. 
Il participa à la Coupe des confédérations 2003, en France. Il inscrit le seul but néo-zélandais dans ce tournoi à la 27e minute, contre la Colombie, en tant que titulaire, insuffisant pour éviter la défaite 3 buts à 1. Il fut titulaire contre la France. La Nouvelle-Zélande est éliminée dès le 1er tour. C'est le deuxième buteur néo-zélandais dans cette compétition, après Chris Zoricich en 1999.
Il joua dans différents clubs : en Nouvelle-Zélande (Western Suburbs SC, New Zealand Knights FC, Team Wellington et YoungHeart Manawatu), en Irlande (Bohemian FC), aux Pays-Bas (FC Dordrecht), en Écosse (Clyde Football Club) et en Finlande (FC Jokerit et HJK Helsinki). Il ne remporta rien en club.

## Clubs
- 1997-1998 :  Western Suburbs SC
- 1998 :  Bohemian FC
- 1998-2000 :  FC Dordrecht
- 2001-2002 :  Clyde Football Club
- 2002-2003 :  New Zealand Knights FC
- 2003 :  FC Jokerit
- 2004-2005 :  Team Wellington
- 2005 :  HJK Helsinki
- 2005-2008 :  Team Wellington
- 2008- :  YoungHeart Manawatu

## Palmarès
- Coupe d'Océanie de football
  - Vainqueur en 2002
  - Finaliste en 2000
- Championnat de Finlande de football
  - Vice-champion en 2005
- Championnat de Nouvelle-Zélande de football
  - Vice-champion en 2008